# Daniel Ferretto
Daniel Ferretto, também conhecido como Professor Ferretto, é um professor e ex-polícial federal brasileiro. Ficou mais conhecido com o canal no YouTube que criou, o Ferretto Matemática, após pedir licença da Polícia Federal do Brasil.

## Biografia e carreira
Daniel Ferretto começou a se interessar por matemática quando começou a estudar para entrar na Academia da Força Aérea.  Antes de estudar matemática na Universidade Federal de Santa Catarina (UFSC), trabalhava como professor de curso pré-vestibular em 1998, e lecionou por 10 anos, com 65 aulas semanais, em seis cidades do estado. Posteriormente, pediu demissão dos seis empregos para prestar concurso para a Polícia Federal. Após as provas, foi aprovado na  Polícia Federal em 2012 e começou a trabalhar em Chapecó, em Santa Catarina.
Em 2013, não se sentindo satisfeito com a carreira policial, decidiu lecionar novamente, e em abril de 2014 criou o no YouTube o canal "Ferretto Matemática", onde começou a enviar vídeos com suas aulas. Após dois anos no YouTube, decidiu investitir na área e realizou um empréstimo com sua mãe de R$ 70 mil e criou uma plataforma de estudo online para conteúdos pagos por meio de assinatura. Mais tarde, após o crescimento dessas plataformas, Daniel Ferretto pediu licença não remunerada à Polícia Federal.